# Karen Stupples
Karen Stupples, né le 6 juin 1973 à Douvres, est une golfeuse anglaise.

## Biographie
Après avoir effectué une partie de ses études au Royaume-Uni, elle décide de se rendre aux États-Unis pour rejoindre l'université de Florida State. Elle participe aux compétitions universitaires américaines, remportant deux tournois. Après l'US Open amateur de 1998, elle décide de passer professionnelle.
Retournée en Angleterre, elle occupe des postes de portier ou de serveuse, ne possédant pas suffisamment pour payer son engagement pour le circuit européen. Grâce à un client régulier qui lui offre un contrat de sponsor pour trois ans, elle liquide ses biens en Angleterre pour retourner tenter sa chance aux États-Unis.
Elle obtient sa carte pour le circuit de la LPGA pour la saison 2000. Elle doit ensuite attendre 2004 pour obtenir ses premiers résultats probants. Elle termine à la deuxième place, derrière Annika Sörenstam, lors du ANZ Ladies Masters d'Australie avant de remporter le Welch's Fry Championship. Cette victoire lui offre également une carte pour le Circuit Européen et ses premiers points pour se rendre éligible pour la  Solheim Cup 2005.
Elle remporte ensuite l'Open britannique dames, devenant la troisième anglaise à remporter un titre Majeur, après Laura Davies et Alison Nicholas. Durant ce tournoi, elle réalise l'exploit de réussir un Albatros.
Ces victoires lui offre une place dans l'équipe européenne pour la Solheim Cup 2005, compétition où elle perd ses deux rencontres, un simple, et un quatre balles.
En 2007, elle annonce une grossesse et met au monde un fils en avril 2007.

## Palmarès

### Solheim Cup
- Participation à la Solheim Cup 2005 (0 victoires, 2 défaites, 0 nuls)

### LPGA Tour
- 2004 Welch's/Fry's Championship, Open britannique dames